# Újpalota
Újpalota est un quartier situé dans le 15e arrondissement de Budapest. 